# Boerenkaas
Il Boerenkaas (ˈbuːrə(n)kɑːs , letteralmente: formaggio del contadino) è un formaggio tipico dei Paesi Bassi, a pasta semidura o dura prodotto a partire da latte crudo vaccino, caprino, ovino o bufalino. una variante del formaggio di Gouda.
Nel 2007 la produzione del formaggio ha ottenuto dall'Unione europea il riconoscimento di specialità tradizionale garantita (SGT).

## Preparazione

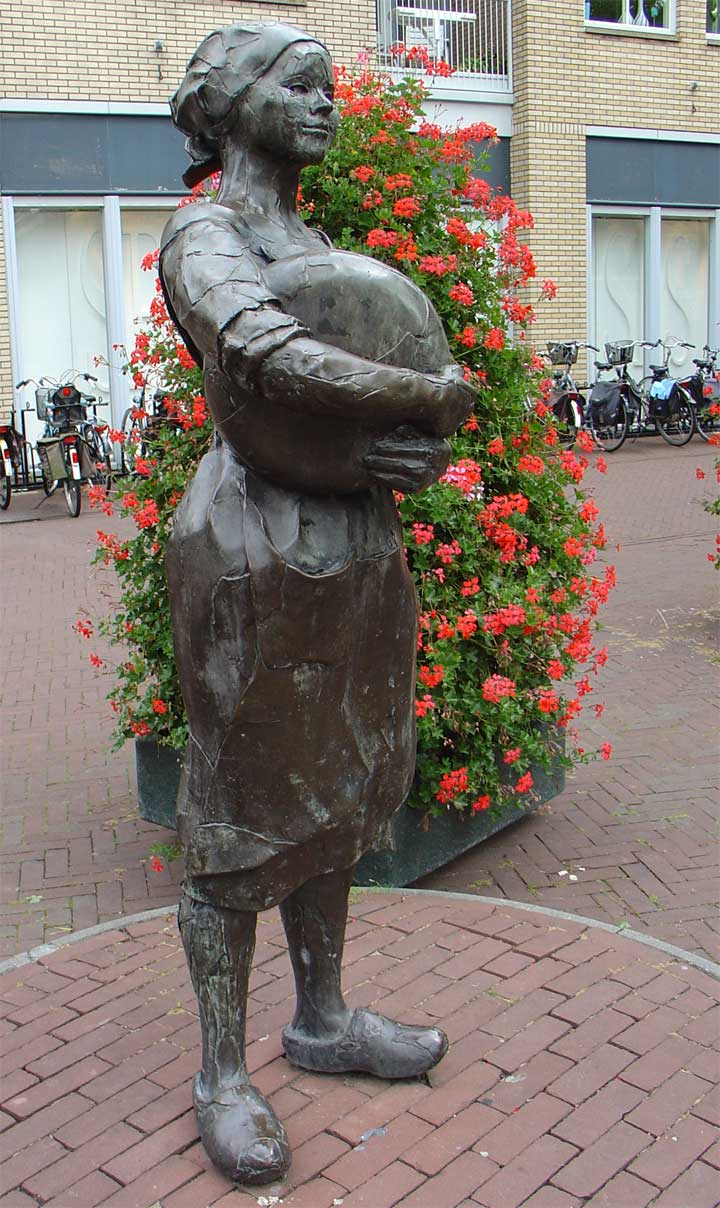
Scultura di Ineke van Dijk dedicata alla Kaasboerin (Nuovo mercato di Gouda, 1988)

Dopo aver riscaldato a 29 °C il latte fresco non pastorizzato, viene aggiunto il caglio. Dopo circa mezz'ora, la cagliata viene tagliata in grani fini (grandi come un pisello), eliminando una parte del siero di latte. Si aggiunge quindi l'acqua calda (due volte per il latte vaccino, con la cagliata prima riscaldata a 33 gradi e un quarto d'ora dopo a 36 gradi), e latte di capra, di solito riscaldato a 36 gradi in una sola volta. Dopo mezz'ora di agitazione molto lenta, la cagliata viene versata negli stampi e, dopo un quarto d'ora di riposo, la forma viene pressata bene. Il formaggio viene fatto riposare e rivoltato, per scolare il liquido in eccesso.
Il formaggio fresco viene quindi rimosso dallo stampo, capovolto e contrassegnato con un marchio, infine messo sotto pressione e rigirato più volte. Dopo la pressatura, il formaggio viene cosparso di sale e immerso in salamoia da 1 a 6 giorni, a seconda del peso della forma. Infine, si passa al locale di stagionatura, dove continua ad essere rivoltato più volte, fino a raggiungere il grado di maturazione desiderato.

## Specifiche
La produzione tradizionale del formaggio, un tempo affidata alla moglie del contadino (Kaasboerin), conferisce un sapore molto riconoscibile, poiché i fattori naturali come il clima, la qualità del suolo locale, l'erba su cui cresce e le colture che vi si trovano per l'alimentazione del bestiame svolgono un ruolo importante nello sviluppo del suo gusto.

## Varietà

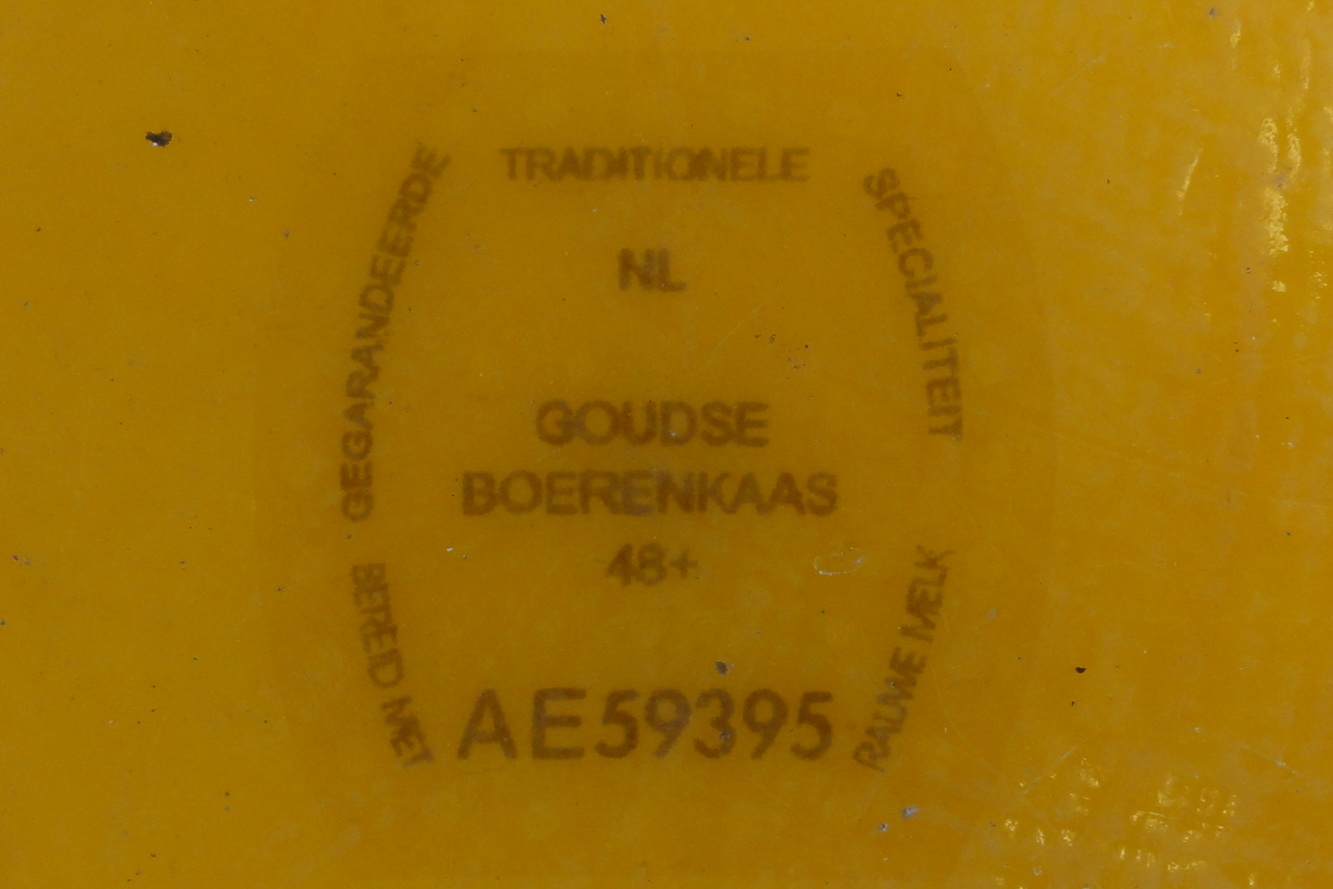
Marchio di tutela del Goudse boerenkaas STG

Esistono diverse varietà di questo formaggio messe in commercio:
- Goudse Boerenkaas STG (anche alle erbe);
- Leidse Boerenkaas STG
- Edammer Boerenkaas STG
- Altre varianti:
  - Boerenkaas van buffelmelk STG, a base di latte di bufala
  - Boerenkaas van geitenmelk STG, a base di latte di capra
  - Boerenkaas van schapenmelk STG, a base di latte di pecora